# Seiry
Seiry (toponimo francese) è una frazione di 237 abitanti del comune svizzero di Lully, nel Canton Friburgo (distretto della Broye).

## Storia

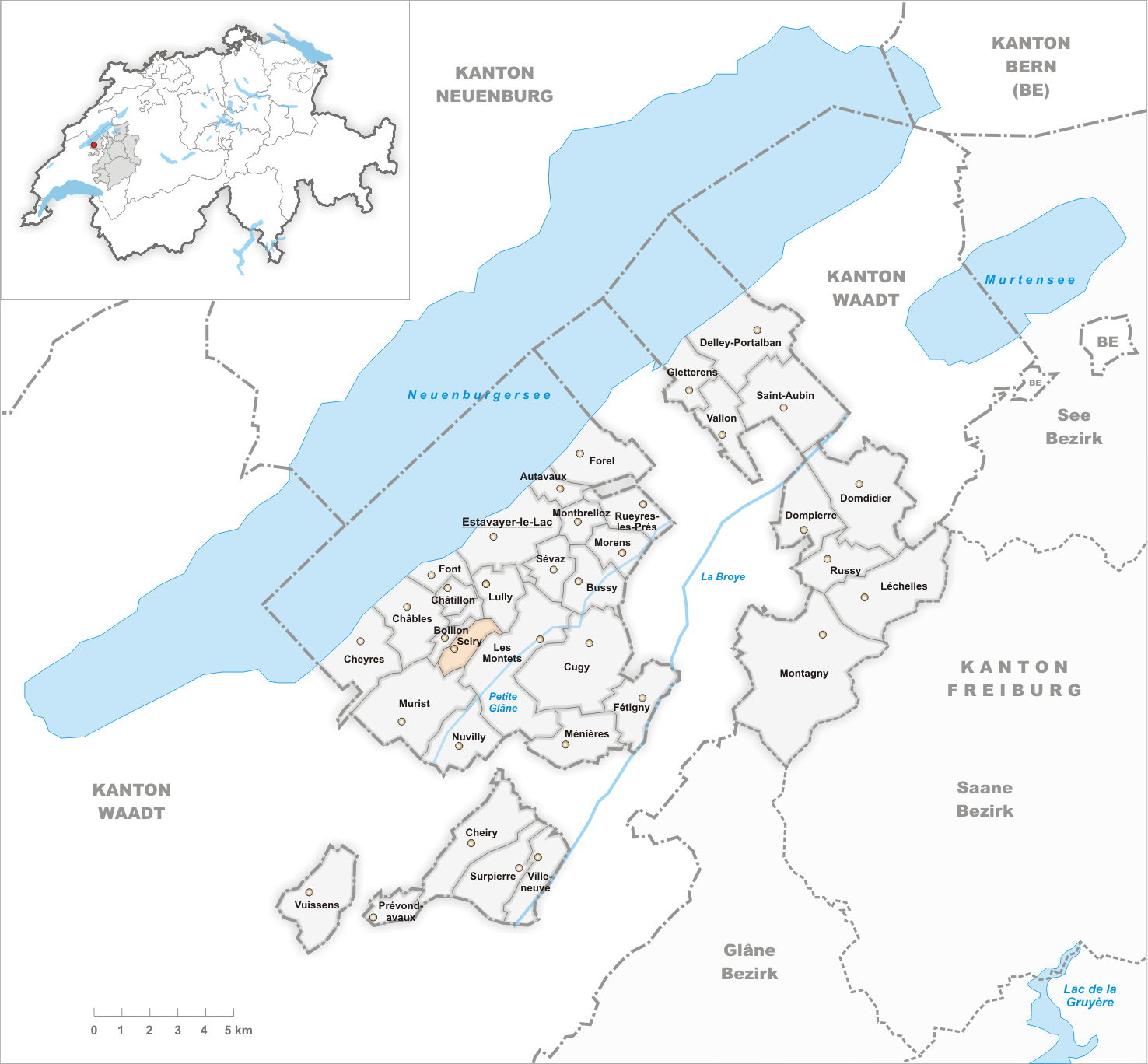
Il territorio del comune di Seiry prima degli accorpamenti comunali del 2006

Già comune autonomo che si estendeva per 1,83 km², il 1º gennaio 2006 è stato accorpato a Lully assieme all'altro comune soppresso di Bollion.

## Monumenti e luoghi d'interesse
- Chiesa cattolica di San Giorgio, attestata dal 1343 e ricostruita nel 1883[1];

## Società

### Evoluzione demografica
L'evoluzione demografica è riportata nella seguente tabella:
Abitanti censiti

## Amministrazione
Ogni famiglia originaria del luogo fa parte del comune patriziale che ha la responsabilità della manutenzione di ogni bene comune.